# 模犯生
《模犯生》是2017年泰國懸疑片，以2014年的「SAT亞洲考場舞弊案」改編而成，由納塔吾·彭皮里亞執導，茱蒂蒙·瓊查容蘇因、查農·桑提納同庫、提拉東·蘇帕龐皮尤和伊莎亞·賀蘇汪主演。劇情驚險，被稱為《出神入化》加的青春校園版。
2017年5月3日泰國上映，兩週內票房獲得1億泰銖，成為2017年迄今為止最高票房的泰國電影。電影被選中第十六屆紐約亞洲電影節開幕片，並獲得了最佳電影大獎，而女主角茱蒂蒙·瓊查容蘇因獲得「亞洲新星獎（Screen International Rising Star Asia）」獎項。

## 剧情
小琳（Lynn）是一個高挑、纖瘦、左撇子的天才資優生。她出身單親家庭，由擔任教師的父親獨力撫養。父親為了愛女的發展，讓她轉入一所曼谷名校。由於小琳的學業優異，面試時校長特別頒發獎學金，金額相當於她的註冊費與午餐費。
小琳一入學就輕易地稱霸全校，卻發現數學老師私下以課後補習為名販賣試題給付錢報名的同學。小琳的閨密葛瑞絲（Grace）也有報名，但由於頭腦太差連答案都背不出來，分數依然不見起色。依照新頒布的校規，如果學業分數不夠就不能繼續參加課外活動。同情心氾濫的小琳，眼見老師都在「販賣試題」了，考試時也把答案奉送給好友葛瑞絲。
葛瑞絲把小琳的「義舉」洩漏給自己的富二代男友小巴（Pat），他也求小琳幫助自己與其他富二代的朋友們考試作弊，每人付給她3000泰銖。小琳起初並不是很情願，但她隨即赫然發現父親「樂捐」給學校20萬泰銖，而父親只是個領固定薪資的老師，為了籌措學費導致經濟狀況逐漸惡化，甚至更因此被離婚。她認為相較於老師以補習為名販賣試題、校長以捐款為名兜售學位，自己當槍手也無道德上可議之處，於是義無反顧開展了槍手事業。
小琳也學過鋼琴，是個鋼琴手，她機靈的想到可以運用彈鋼琴的手勢來暗示答案，例如小指起頭是A，大拇指起頭是B等等方法。她在期末考時，就運用鋼琴手勢暗示答案給各個「客戶」相當成功，更增加了小琳繼續做槍手賺錢的信心，她開始「掛羊頭賣狗肉」，假藉鋼琴家教的名義來招攬「客戶」，每人3,000泰銖，一時之間找她「學鋼琴」的「客戶」接踵而至。其中一位客戶阿東（Tong）因為期末考時觀看速度跟不上小琳的手勢，感覺這方法對他自己沒什麼用，於是去找另一班的資優生班克（Bank）來幫助他作弊，並且也承諾給他3000泰銖；但班克卻很有正義感的檢舉了阿東。校長檢查了考卷，發現了小琳協助阿東作弊的證據，於是取消了小琳的獎學金，也不讓她參與新加坡政府辦的公費留學測驗（以下簡稱「新加坡測驗」），所以由班克代表學校報考「新加坡測驗」。小琳被正直的父親痛罵一頓，父親說寧可賣車籌錢，也不讓她幫助同學作弊。一想到拮据的父親，她不由得悲從中來，痛哭失聲。小巴與葛瑞絲則在校長室外向聖母像膜拜祈禱，最後事件僅止於小琳。
小巴的父母很喜歡葛瑞絲，他們打算促成小巴與葛瑞絲這對情侶一起上進，出錢讓他們一起去美國波士頓留學，但他們倆的學業實力根本不足以在國際升學考試STIC（影射SAT）取得佳績，於是他們又去找小琳幫忙。小琳一開始不同意，但由於她也打算賺一筆錢再出國留學，靈機一動，她想到全球各國考試都在同一天，但各國都有時差，她可以去時間比泰國早的國家應試，然後利用時差將答案傳回時間較晚的泰國，如此一來，在泰國應試的「客戶」就可以在考前先拿到答案。於是她選擇赴早4小時的澳洲雪梨應考STIC。但出國旅費不便宜，她接著要求小巴，多拉幾個紈絝子弟當「客戶」，可以籌比較多的錢讓她出國，但她評估自己單打獨鬥勝算不大，異想天開地找來正義感爆表的班克捉刀，跟她一起合作「澳洲攻略」。
班克聰明俊朗，因為成績優異，還有驚人的記憶力，與小琳兩人一直在學校校門口公布的「模範生大海報」上。他也曾與小琳組隊參加益智性的電視節目，背誦出圓周率至小數點後一百位而輕鬆奪冠，兩人也因此產生了若有似無的曖昧情愫。此外，因為班克與小琳兩人有許多相似之處，不但也是個神童、學霸，也出身單親家庭，父親早逝，母親經營洗衣店，但機械時常故障，無錢購置新的機器，母親往往要手洗衣服，而班克為了幫助母親，經常在課餘時間也忙得不可開交。「新加坡測驗」的前夕，班克在騎摩托車的路上遇到一群流氓，製造假車禍與他發生鬥毆，他被流氓們打傷昏迷棄置於垃圾場，錯過了第二天的「新加坡測驗」，失去了到新加坡留學的機會。後來班克發現，原來他遇襲，就是小巴花錢找流氓做的。小巴是為了確保班克可以加入STIC作弊的行列，於是把他逼入無法留學的絕境，只能把目標轉向STIC。班克憤怒地把小巴揍了一頓，但他還是為錢而低頭，決定參與STIC的「澳洲攻略」。
「澳洲攻略」的計策是──小琳與班克一起到時差早4小時的澳洲雪梨應考STIC，兩人運用背誦的方式將答案分批記下，利用休息時間將答案用預藏在廁所內的手機通訊軟體LINE傳訊回晚4小時的泰國；泰國端則由葛瑞絲和小巴將答案用條碼方式印刷在2B鉛筆上，分送給所有應考的「客戶」帶進考場，完全避開公定的違禁品。小琳的父親發現小琳到雪梨根本不是為了參加比賽，怒氣沖沖地跑去質問小巴跟葛瑞絲，為何小琳要直奔澳洲，葛瑞絲靈機一動，搪塞小琳的父親，說小琳與班克正在熱戀，跑到澳洲度「小蜜月」了。
不過小琳和班克的曖昧情愫在澳洲似乎有迸出火花的機會，他們飛抵雪梨之後，在雪梨歌劇院（Sydney Opera House）前的海灣自拍合影留念。
第二天STIC考試在雪梨時間上午八點開始，泰國曼谷端所有參與「澳洲攻略」的人在曼谷時間凌晨四點同步待命，小巴和葛瑞絲負責接收雪梨傳來的答案，印製成2B鉛筆上的條碼，阿東負責管理所有客戶、發送2B鉛筆、以及摩托車一對一接送每一位客戶去考場事宜。在澳洲雪梨端，第一堂考完休息時間，班克在廁所第一次傳送答案時，忽然財迷心竅，先傳訊息給小巴要他在5分鐘內再匯100萬泰銖給他，才要傳送答案。小巴非常生氣，但迫於無奈而照做了，班克用網路銀行查帳確實有入帳了，才發送了答案訊息。他們利用每節休息時間傳送答案成功了好幾次，卻渾然不知其實監考官早已從監視系統發現他們兩人的可疑行為：他們同樣來自泰國，每節休息時間總是一起衝第一跑廁所，又都總是在下堂考試打鈴了才一起匆匆忙忙的回考場，於是，考試單位在最後一堂考前派人進廁所逮人……
頭腦發達卻手腳笨拙的班克，在廁所中被監考官當場逮著，人贓俱獲，最後一堂被禁止應考了；但隨機應變的小琳還是驚險萬分的完成了任務，將答案傳回泰國，連班克負責的部分也由她完成了，也順利進入考場完成最後一堂考試。演技一流的她，以嘔吐假裝自己身體不適而提早交卷離開考場，審訊班克的監考官這時也懷疑這名泰國考生小琳是否與班克合謀，於是開始追捕小琳，她一邊逃逸，還可以一邊把最後一堂考試的答案，連同班克負責的部份一起傳去泰國；她驚險的逃往地鐵站，想隨意搭上任一班列車擺脫追捕，怎奈只差一秒時間沒搭上，被監考官逮到了，她靈機一動又裝嘔吐，把監考官矇騙了過去。班克也依照約定，完全否認自己與小琳認識，所以這次的行動雖然萬分驚險，小琳還是在驚濤駭浪中全身而退。她良心發現，意識到「若要人不知，除非己莫為」，她不再做這種見不得人的事了，打算全部放棄，並且有感於與班克的火花是迸於「澳洲攻略」，這是一個大諷刺，他刪除了與班克的合影照片。
這場「澳洲攻略」在萬分驚險中成功了，「客戶」們都通過了STIC考試。由於班克被滯留澳洲等待交保，小琳先自行回泰國。歸國後眾人以歡迎偶像般的陣容接機，慶祝其「凱旋歸國」，但她卻悶悶不樂，大家全然不知道他們在澳洲其實已經被抓包的消息。而小巴和葛瑞絲已經對小琳依賴成性了，他們不顧隊友班克仍被滯留澳洲還沒回來以及將來可能會面對的處分，還一直慫恿小琳一起出國深造，繼續在國外幫助他們考試作弊完成學業，孰料被小琳痛罵了一頓。小琳不再理他們了，甚至連這次「澳洲攻略」的200萬泰銖的不義之財都不領了，也毅然決然的退出他們好友圈的LINE群組，結束她與葛瑞絲的「損閨密」關係。她也放下了出國深造的心，決定要傳承父親的衣缽，報考了國內的師範學校，希望未來能成為老師，並且以自己的切身經驗教好學生不要誤入歧途。
泰國駐澳洲大使館外交官到STIC澳洲辦事處來將班克保回泰國，也向校方通報班克涉嫌在國際考試中作弊，班克因而被退學。
遭到學校退學但賺了大錢的班克，把洗衣店改裝得富麗堂皇，並當起了洗衣店老闆，但其實他心猶未死，他約了小琳，小琳原本是抱持著有難同當的心情去探望班克，孰料班克卻是約小琳在泰國的大學入學考試中，再幹一次「暹羅攻略」。班克認為國內的大考「客源」一定更多，可以收攬更多「客戶」一起幫助作弊獲取暴利，「暹羅攻略」更勝於「澳洲攻略」，會讓他們一夕致富。而小琳早已洗心革面，對於「暹邏攻略」毫無興趣，還打算把自己「澳洲攻略」的200萬泰銖酬勞都送給班克，力勸班克就此打住，趕緊回頭；但班克已利慾薰心了，他不顧以前的情份，開始威脅小琳，如果小琳不願參與「暹邏攻略」，他就要揭發「澳洲攻略」一事，讓小琳身敗名裂，也讓那些花了大錢的紈褲子弟全部失去留學資格。
小琳力勸班克未果，她對班克很失望，她不願屈服於走火入魔的班克，於是在父親的陪同下，毅然決然來到了「STIC泰國辦事處」，決定先坦白此事，不再受班克的威脅……

## 演員
| 演員                                            | 角色         | 備註 | 台灣配音 | 香港配音 |
| 茱蒂蒙·瓊查容蘇因 Chutimon Chuengcharoensukying | 小琳 Lynn    | 天才女学生，是左撇子，不滿學校黑箱作業而想出作弊賺錢之奇招，最後並且到澳洲參與國際升學考試（STIC），將答案傳回泰國，幫助一批富二代輕鬆留洋，而後良心發現，不再作弊並向「STIC泰國辦事處」自首。                                                     | 傅其慧   | 鄭家蕙   |
| 查農·桑提納同庫 Chanon Santinatornkul           | 阿班 Bank    | 天才学生，拥有绝佳记忆力，能背出圆周率上百位，家中經營洗衣店，是個窮苦但努力念書的好學生，但因為在STIC中幫助小琳作弊而被捕，成績零分計算，且被退學，導致人格崩壞。但他仍然想再利用泰國的大學入學考試作弊大撈一筆，他威脅小琳協助，小琳卻一口回絕。 | 蔣鐵城   | 楊耀泰   |
| 依莎亞·賀素雲 Eisaya Hosuwan                    | 葛瑞絲 Grace | 小琳閨密 話劇社的社員。樣貌可愛，家裡有錢，但功課很差，因此多方懇求小琳幫她作弊。 | 詹雅菁   |          |
| 提拉東·蘇帕龐皮尤 Teeradon Supapunpinyo         | 阿派 Pat     | 葛瑞絲男友 富二代，功課不好，但為人聰明、陰險。 | 于正昌   |          |
| 帕辛·寬薩塔彭 Pasin Kuansataporn                | 阿東 Tong    | 男學生 「鋼琴課」學生，大會考前曾苦苦哀求阿班幫忙作弊 | 江志倫   |          |
| 塔內·瓦拉庫努婁 Thaneth Warakulnukroh           | 帕維         | 小琳父親 任職教師，為了小琳未來著想而辦理轉學 | 于正昌   |          |
| Ego Mikitas                                     | 監考官       | STIC監考官 |          |          |
| 薩拉錫普·查拉布米 Salaithip Charubhumi          | 教授         | 大學教授 |          |          |
| 納溫·拉瑟勒卡恩 Narwin Rathlertkarn             |              | 阿派的朋友 |          |          |
| 提爾薩克·尤東沙 Theerasak Udomsub               |              | STIC客戶 |          |          |

## 音樂
- “看著我”（มองฉันที，Look At Me）- 素菲伊達·查娜柴素雲（音）（สุธิตา ชนะชัยสุวรรณ，Suthita Chanachaisuwan）

## 票房
台灣方面，打破2013年電影《淒厲人妻》3,900萬元票房紀錄，成為台灣影史最賣座的泰國電影；隨票房成長5,000萬元，導演及男女主角決定到台灣感謝影迷並拍攝感謝短片；上映第三週票房隨口碑逆成長奪下週末票房冠軍；上映四週票房破億成為首部在台破億的泰國電影，甚至超越本片在泰國地票房；8月21日，導演及三位男女主角（除伊莎亞）至台感謝影迷；最終全台票房為新台幣1.47億元。
香港方面，三位男女主角（除伊莎亞），也於2017年8月19日到香港謝票。並取代《人妖打排球》於2000年創下的1,525萬港元票房紀錄，成為香港史上最賣座泰片。
馬來西亞方面，截至2017年8月29日，全國票房已突破500萬馬幣，打破泰國電影在馬來西亞的最高票房紀錄。
中國大陸方面，電影在9月过审，定档于2017年10月13日上映。并在放映首周获得约1.12亿人民币的票房，位列当周票房榜亚军，并创造了泰国电影在中国大陆的票房纪录。三位主演也在10月21日到北京谢票（除伊莎亞）。最终票房2.71億人民币。
| 上一届： 《》               | 2017年台北週末票房冠軍 第31週     | 下一届： 《安娜貝爾：造孽》 |
| 上一届： 《安娜貝爾：造孽》 | 2017年香港一週票房冠軍 第33－34週 | 下一届： 《》               |

## 獎項
| 年份   | 典禮                 | 獎項                                             | 得獎者            | 結果 |
| ------ | -------------------- | ------------------------------------------------ | ----------------- | ---- |
| 2017年 | 第16屆紐約亞洲電影節 | 最佳影片                                         | 《模犯生》        | 獲獎 |
| 2017年 | 第16屆紐約亞洲電影節 | 亞洲新星獎 Screen International Rising Star Asia | 茱蒂蒙·瓊查容蘇因 | 獲獎 |
| 2018年 | 第12屆亞洲電影大獎   | 最佳新演員                                       | 茱蒂蒙·瓊查容蘇因 | 獲獎 |

## 資料來源
1. ↑  .   [2018-04-08]. （原始内容存档于2018-04-08）.
2. ↑  《模犯生》榮登紐約亞洲電影節開幕片　泰國破億票房神作 （页面存档备份，存于），2017.6.10  三立新聞
3. ↑  
紐約「亞洲電影節」　泰國作弊片奪獎 （页面存档备份，存于），2017-7-23 TVBS
4. ↑  楊奇. . 自由時報. 2017-07-23  [2017-09-03].
5. ↑  吳琬婷. . 自由時報. 2017-08-02.
6. ↑  吳琬婷. . 自由時報. 2017-08-03.
7. ↑  李子凡. . 蘋果日報. 2017-08-04.
8. ↑  謝宛儒. . 蘋果日報. 2017-08-07.
9. 1 2  Catchplay. . BeautiMode. 2017-08-21.
10. ↑   (PDF). 國家電影中心. 2017-12-28  [2018-06-03]. （原始内容存档 (PDF)于2018-06-28）.
11. ↑  【破17年前紀錄】《出貓特攻隊》勁收 取代《人妖打排球》封最賣座泰片 （页面存档备份，存于） 2017.08.31 蘋果日報
12. ↑  泰國電影反思教育風靡馬來西亞及台灣 （页面存档备份，存于）,2017.09.17 亞洲週刊第31卷37期
13. ↑  . ent.qq.com.   [2017-10-13] （中文（中国大陆））.
14. ↑  《天才枪手》首周破亿创泰片内地票房纪录 （页面存档备份，存于）.Mtime时光网.2017-10-16.[2017-10-18].
15. ↑  泰国片《天才枪手》众主演空降北京 （页面存档备份，存于）.Mtime时光网.2017-10-21.[2017-10-21].
16. ↑  《天才枪手》電影介紹 （页面存档备份，存于） 貓眼票房

## 外部連結
- 模犯生的Facebook專頁
- 互联网电影数据库（IMDb）上《模犯生》的资料（英文）
- 爛番茄上《模犯生》的資料（英文）
- AllMovie上《模犯生》的资料（英文）
- 開眼電影網上《模犯生》的資料（繁體中文）
- Yahoo奇摩電影上《模犯生》的資料（繁體中文）
- 雅虎香港電影上《模犯生》的資料（繁體中文）
- 时光网上《模犯生》的資料（简体中文）
- 豆瓣电影上《模犯生》的資料 （简体中文）